# Big Bend (Comtat de Shasta)
Big Bend és una concentració de població designada pel cens del Comtat de Shasta (Califòrnia). Segons el cens del 2000 tenia 149 habitants.

## Demografia
Segons el cens del 2000, Big Bend tenia 149 habitants, 70 habitatges, i 38 famílies. La densitat de població era de 10,1 habitants per km².
Dels 70 habitatges en un 21,4% hi vivien nens de menys de 18 anys, en un 42,9% hi vivien parelles casades, en un 4,3% dones solteres, i en un 45,7% no eren unitats familiars. En el 41,4% dels habitatges hi vivien persones soles el 12,9% de les quals corresponia a persones de 65 anys o més que vivien soles. El nombre mitjà de persones vivint en cada habitatge era de 2,13 i el nombre mitjà de persones que vivien en cada família era de 2,97.
Per edats la població es repartia de la següent manera: un 23,5% tenia menys de 18 anys, un 4,7% entre 18 i 24, un 21,5% entre 25 i 44, un 36,2% de 45 a 60 i un 14,1% 65 anys o més.
L'edat mediana era de 45 anys. Per cada 100 dones de 18 o més anys hi havia 128 homes.
La renda mediana per habitatge era de 23.750 $ i la renda mediana per família de 23.000 $. Els homes tenien una renda mediana de 33.750 $ mentre que les dones 40.625 $. La renda per capita de la població era de 16.183 $. Entorn del 50% de les famílies i el 45,2% de la població estaven per davall del llindar de pobresa.

## Poblacions properes
El següent diagrama mostra les poblacions més properes.